# Сметанино (Кемеровская область)
Сметанино — посёлок в Новокузнецком районе Кемеровской области. Входит в состав Красулинского сельского поселения.

## География
Центральная часть населённого пункта расположена на высоте 298 метров над уровнем моря.

## Население
По данным Всероссийской переписи населения 2010 года, в посёлке Сметанино проживает 6 человек (5 мужчин, 1 женщина).